# Підмаренник дністровський
Підмаренник дністровський (Galium tyraicum) — вид рослин з родини маренових (Rubiaceae), поширений у Молдові й Україні.

## Опис
Багаторічна 60–110 см. Стеблові листки (до суцвіття) по 6–8 у кільці, зазвичай довгасто-обернено-яйцеподібні, 3 см завдовжки, 4–5 мм завширшки.

## Поширення
Поширений у Молдові й Україні.
В Україні вид зростає на вапнякових схилах — біля Дністра і його притоках, в пн. ч. Правобережного Лісостепу.